# Дмитро Горицвіт
«Дмитро Горицвіт» — радянський художній фільм 1961 року режисера Миколи Макаренка за мотивами роману Михайла Стельмаха «Велика рідня». Другий фільм кінотрилогії («Кров людська — не водиця», «Дмитро Горицвіт», «Люди не все знають»).

## Сюжет
Фільм знято в дусі більшовицької пропаганди. Сюжет фільму охоплює період колективізації.
У стрічці йдеться про один з перших колгоспів України, боротьбу з куркульством, кохання комуніста Дмитра Горицвіта до Марти — дочки петлюрівця, винного у смерті батька Дмитра.

## Актори
- Анатолій Соловйов — Дмитро Горицвіт
- Майя Коханова — Марта
- Євген Бондаренко — Свирид Яковлевич Мірошниченко
- Раїса Недашківська — Мар'яна
- Генріх Осташевський — Нечуйвітер
- Карина Шмаринова — Галина
- Леонід Тарабаринов — Данило Підопригора
- Василь Дашенко — Іван Бондар
- Едуард Воробйов — Варивон
- Володимир Дальський — Денис Іванович Бараболя
- Михайло Задніпровський — Карпо
- Катерина Литвиненко — Докія, мати Дмитра
- Олександр Гай — Погиба, петлюрівський полковник
- Микола Талюра — Мирон Підопригора
- Костянтин Артеменко — Кальницький
- Федір Іщенко — Олександр Підопригора
- Петро Вескляров — Фесюк
- Марія Капніст — мати Варчука
- Поліна Куманченко — Марійка Бондар
- Олексій Срібний — Полікарп Сергієнко
- Аркадій Гашинський — Сафрон Іванович Варчук
- Доміан Козачковський — Іван Січкар
- Борис Івченко — Ліфер Сазоненко
- Людмила Марченко — Югина
- Паладій Білокінь — Митрофан Сазоненко
- І. Дзюба — Ярема Гуркало
- Іван Покора — Степан Кушнір
- Михайло Хорош — старий Горицвіт
- Микола Пішванов — Іванишин
- Дмитро Гнатюк — сліпий Андрійко
- Євгенія Віховська — епізод
- Яків Глиб — епізод
- Іван Кононенко-Козельський — Савченко
- Єлизавета Дальська — епізод
- Микола Макаренко — епізод
- Вітольд Янпавліс — Данілайтіс (немає в титрах)
- Петро Філоненко — Жовніг, польський офіцер (немає в титрах)
- Василь Фущич — епізод

## Знімальна група
- Режисер-постановник: Микола Макаренко
- Сценаристи: Михайло Стельмах, Микола Макаренко
- Оператор-постановник: Вадим Верещак
- Художник-постановник: Олег Степаненко
- Режисер: Микола Сергеєв
- Композитор — Платон Майборода
- Думи композитора Платона Майбороди
- Звукооператор — Ніна Авраменко
- Тексти пісень — Олександр Ніколенко
- Редактор фільму: Надія Орлова
- Костюми: Ядвіга Добровольська
- Грим: Ніна Тихонова
- Монтажер: Ольга Кізимовська
- Комбіновані зйомки: оператор — Тетяна Чернишова, художник — Володимир Дубровський
- Військовий консультант: гвардії генерал-лейтенант Микола Осликовський
- Державний оркестр УРСР, диригент — Петро Поляков
- Директор картини: Н. Шаров